# Thouarella pendulina
Thouarella pendulina är en korallart som först beskrevs av Louis Roule 1908.  Thouarella pendulina ingår i släktet Thouarella och familjen Primnoidae.
Artens utbredningsområde är Södra Ishavet. Inga underarter finns listade i Catalogue of Life.